# Josef Brauner
Josef Brauner (23. prosince 1863 Letovice – 19. července 1942 Berlín) byl český inženýr, konstruktér automobilů a spalovacích motorů působící v Německu, dlouholetý zaměstnanec automobilové továrny Daimler Motoren Gesellschaft vyrábějící vozy značky Mercedes.

## Život

### Mládí
Narodil se v domě č. 179 v Letovicích na severozápadní Moravě. Zde vychodil obecnou školu, pak nastoupil na nižší gymnázium v Novém Městě na Moravě a poté nastoupil na brněnské vyšší gymnázium. Po dvou letech zde studium ukončil a v letech 1883 až 1887 vystudoval vyšší průmyslovou školu v Brně. Následně odešel pracovat do Drážďan, kde byl nejprve zaměstnán u strojařské firmy Maschienenfabrik C. E. Rost & Co., poté pak u firmy Dresdner Gasmotoren Fabrik Moritz Hille, kde se mohl poprvé blíže seznámit s technologií spalovacího motoru.

### Automobilový konstruktér
Poté přijal zaměstnání u firmy Buss, Sombart & Co. v Magdeburgu, později včleněné do koncernu Krupp, kde se vypracoval na místo vedoucího oddělení výroby motorů.

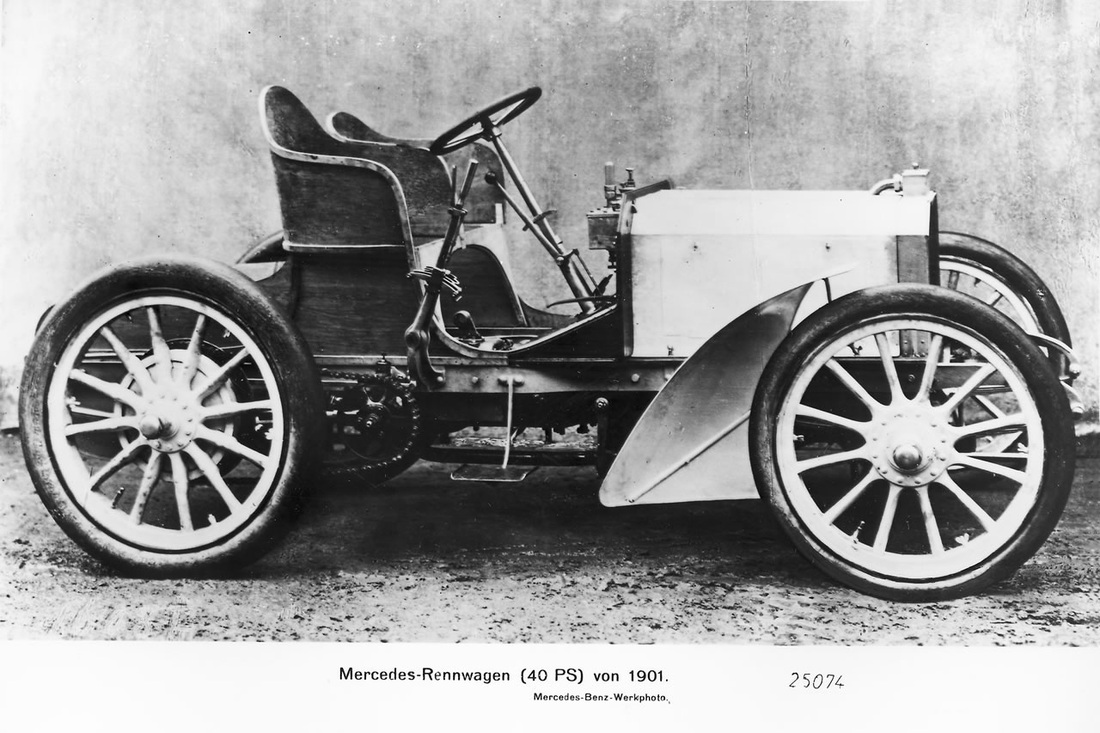
Mercedes 35 PS, vybavený motorem Braunerovy konstrukce

Od roku 1895 byl zaměstnán u automobilky Daimler Motoren Gesellschaft v Cannstattu u Stuttgartu. Zde spolupracoval též s Wilhelmem Maybachem, hlavním konstruktérem firmy. Zde dosáhl výrazných úspěchů, mj. Posléze zde vedl oddělení stavby motorů. V době Maybachovy nemoci roku 1907 vykonával jeho funkci, rovněž působil jako manažer a jednatel firmy. Podílel se zde rovněž na konstrukci původně závodního vozu Mercedes 35 PS, označovaného za první moderně řešený automobil na světě, oproštěný od prvků koňmi taženého kočáru. Použitým motorem byl spalovací motor 35 HP zkonstruováný Braunerem (údajně ve volném čase), který byl pak využit i v dalších modelech. S Maybachem spolupracoval i na vývoji vůbec prvních leteckých motorů.
Továrnu Daimler opustil roku 1908, rok po odchodu Wilhelma Maybacha. Jeho dalším působištěm bylo vedení konstrukčního oddělení automobilů v Bergmann – Elektrizitäts – Werke AG v Berlíně, kam se přestěhoval. Roku 1914 pak nastoupil do závodu Nationale – Automobil – Gesselschaft AG (NAG), součásti koncernu AEG, v Berlíně-Oberschöneweide, který vyráběl autobusy a omnibusy, kde rovněž dosáhl výrazných konstrukčních úspěchů.
Za své konstrukční úspěchy s úpravami nákladních vozů pro pohyb v nezpevněném terénu, nasazovaných na frontě první světové války, obdržel v roce 1918 Kříž za zásluhy. Po skončení války a vzniku Československa získal československé občanství, nadále ale žil v Německu.

### Úmrtí
Josef Brauner zemřel 19. července 1942 v Berlíně ve věku 78 let.